# 九龙街道 (重庆市)
九龙街道，是中华人民共和国重庆市九龙坡区下辖的一个乡镇级行政单位。

## 行政区划
九龙街道下辖以下地区：
马王村社区、龙泉村社区、盘龙社区、水碾社区、新龙社区、九龙花园社区、广厦城社区、彩云湖社区、上游村、大堰村、盘龙村、杨坪村和九龙村。